# Can Batlles
|  | No s'ha de confondre amb Can Batlle. |

Can Batlles és una masia al poble de Riells del Fai, en el terme municipal de Bigues i Riells, al Vallès Oriental. És a prop del poble, al nord, entre Riells del Fai i la Vall Blanca. És a la dreta del torrent de Llòbrega, a prop i a ponent de Can Peric. És al peu de la prolongació de la carretera BV-1483, entre el nucli principal de Riells del Fai i la Vall Blanca, uns 500 metres al nord de Riells del Fai.
La masia actual data del 1679, tot i que va ser reformada el 1855; a la casa també hi ha un pou datat l'any 1835 i un trull del 1860. Totes aquestes dates hi són gravades a la pedra o a la fusta, en el cas del trull. En formar-se Riells del Fai, estava constituït per vuit masies, entre elles Can Batlles. El cognom Batlles s'hi ha conservat des dels inicis de la masia; cosa que no ha passat en els altres masos. A Can Batlles sempre s'ha optat per viure de la ramaderia i l'agricultura, però actualment es compagina amb el turisme rural, per al qual s'ha adaptat un espai de la masia.
La masia està catalogada com a Element d'interès municipal per l'ajuntament de Bigues i Riells. Està, igualment, inclosa en el «Catàleg de masies i cases rurals» de Bigues i Riells.